# Artemisia schmidtiana
Artemisia schmidtiana es una especie de planta herbácea del género Artemisia, que se distribuye por Japón.

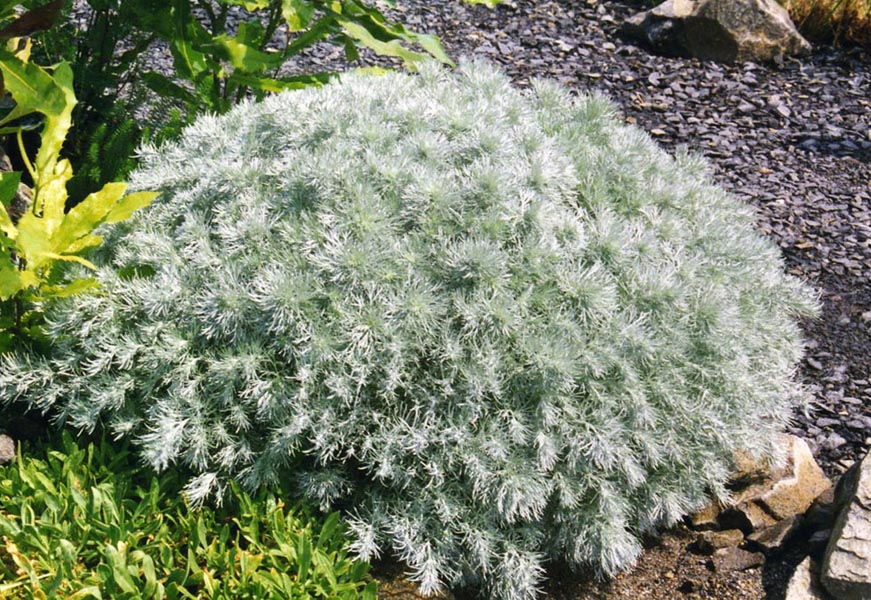
Artemisia schmidtiana 'nana'

## Descripción
Es una pequeña planta de hoja perenne que forma un tapete, crece hasta los 30 cm de altura, con hojas plateadas peludas y las inflorescencias en forma de panículas de cabezas de pequeñas flores amarillas, pero al igual que muchas Artemisias, se cultiva por su follaje más que sus flores.
La poco más pequeña cultivar 'Nana' ha ganado el Premio al Mérito Garden de la Royal Horticultural Society.

## Taxonomía
Artemisia schmidtiana fue descrita por Carl Johann Maximowicz y publicado en Bulletin de l'Academie Imperiale des Sciences de St-Petersbourg 17: 439. 1872.
Etimología
Hay dos teorías en la etimología de Artemisia: según la primera, debe su nombre a Artemisa, hermana gemela de Apolo y diosa griega de la caza y de las virtudes curativas, especialmente de los embarazos y los partos . Según la segunda teoría, el género fue otorgado en honor a Artemisia II, hermana y mujer de Mausolo, rey de la Caria, 353-352 a. C., que reinó después de la muerte del soberano. En su homenaje se erigió el Mausoleo de Halicarnaso, una de las siete maravillas del mundo. Era experta en botánica y en medicina.
schmidtiana: epíteto